# Joaquín Oristrell
Joaquín Oristrell Ventura (Barcelona, 15 de septiembre de 1953) es un director de cine y guionista español.

## Biografía
Nació el 15 de septiembre de 1953 en Barcelona. Es sobrino del trompetista Rudi Ventura y primo de la actriz y cantante Yolanda Ventura. Está casado con la actriz española Carmen Balagué, con la que tiene dos hijos. De joven, estudió Filosofía y Letras y debutó como guionista en el concurso de TVE Un, dos, tres. En 1995 fundó la productora Boca a Boca, la cual dirige hasta la fecha.

## Filmografía (selección)

### Guionista
- La noche de la ira (1986).
- Esquilache (1989).
- Bajarse al moro (1989).
- Don Juan, mi querido fantasma (1990).
- Salsa rosa (1992).
- Orquesta Club Virginia (1992).
- ¿Por qué lo llaman amor cuando quieren decir sexo? (1993).
- Alegre ma non troppo (1994).
- Todos los hombres sois iguales (1994).
- Boca a boca (1995).
- El efecto mariposa (1995).
- El amor perjudica seriamente la salud (1996).
- Éxtasis (1996)
- ¿De qué se ríen las mujeres? (1997).
- Novios (1998).
- Entre las piernas (1999).
- Cosas que hacen que la vida valga la pena (2004).
- Reinas (2005).
- Rivales (2008).
- Dieta mediterránea (2008).

### Director
- ¿De qué se ríen las mujeres? (1997).
- Novios (1998).
- Sin vergüenza (2001).
- Inconscientes (2003).
- ¡Hay motivo! (2004).
- Va a ser que nadie es perfecto (2006).
- Dieta mediterránea (2008).
- Ados (2009).
- Hablar (2015).
- Fassman, el increíble hombre radar (2015).

## Televisión

### Guionista
- Un, dos, tres... responda otra vez (1982).
- Platos rotos (1985).
- Gatos en el tejado (1988).
- Séptimo cielo (1989).
- Locos por la tele (1990).
- Las chicas de hoy en día (1991).
- Hasta luego, cocodrilo (1992)
- Como la vida misma (1992).
- El destino en sus manos (1995).
- Todos los hombres sois iguales (1996).
- Abuela de verano (2005).
- La Vía Augusta (2007).
- Felipe y Letizia (2010).
- Cuéntame cómo pasó (2016)
- HIT (2019)

### Creador
- Fugitiva (2018)
- HIT (2020 - actualidad)

## Premios y distinciones
Festival Internacional de Cine de San Sebastián
| Año  | Categoría   | Película            | Resultado |
| ---- | ----------- | ------------------- | --------- |
| 2003 | Premio ARTE | Los abajo firmantes | Ganador   |

Medallas del Círculo de Escritores Cinematográficos
| Año  | Categoría            | Película                       | Resultado |
| ---- | -------------------- | ------------------------------ | --------- |
| 1994 | Mejor guion original | Todos los hombres sois iguales | Ganador   |